# Huffnagel
Huffnagel (ook: Verdonck Huffnagel) is een uit Hessen afkomstig geslacht waarvan twee broers aan het eind van de 18e eeuw zich vestigden in Amsterdam.

## Geschiedenis
De stamreeks begint met Kasper Huffnagel die in 1640 in Steinau (Hessen) overleed. Zijn betachterkleinzoon Johann Wilhelm (1722-1775) was Bürgermeister van Steinau. Hij trouwde tweemaal en kreeg tien kinderen van wie alle zonen als eerste voornaam Johann kregen en van wie zich er twee in Amsterdam vestigden en de stamvaders zijn van het Nederlands geworden geslacht Huffnagel.

## Enkele telgen
- Johann Wilhelm Huffnagel (1722-1775), Bürgermeister van Steinau
  - Johann Philipp Huffnagel (1761-1808), in 1790 poorter van Amsterdam, vleeshouwer
    - Johannes Huffnagel (1790-1852), vleeshouwer
      - Philip Huffnagel (1824-1881), vleeshouwer en -exporteur
        - Philip Huffnagel 1857-1920), kolonel der Genie, directeur van de Gemeentewaterleiding te Rotterdam
          - Dra. Johanna Cornelia Maria Huffnagel (1882-1957), trouwde in 1916 met prof dr. Jasper Paul Munson (1889-1979), hoogleraar American University te Beiroet
          - Ir. Philip Huffnagel (1884-1916), districtsgeoloog; trouwde in 1911 met Alwina Thérèse Valeska Veeren (1889-1978). Zij hertrouwde in 1918 met ir. Jacques Joseph François Verdonck (1885-1964) waarna haar twee kinderen in 1930 de naam Verdonck Huffnagel aannamen
            - Carel Godfried Verdonck Huffnagel (1916-1995), ambassadeur trouwde met Caroline van der Vlugt
              - Jacques Philip Theodoor Verdonck Huffnagel (1949-) trouwde in 1983 met Gwendolin Dresselhuys
                - Philip Diederik Verdonck Huffnagel (1984-). Schrijver onder het pseudoniem Philip Huff

          - Dra. Anna Maria Huffnagel (1885-1971); trouwde in 1924 met Prof. dr. Willem Johannes Dominicus van Dijck (1899-1969), bijzonder hoogleraar TU Delft, werkzaam BPM
          - Dr. Godfried Eliza Huffnagel (1892-1967), laatstelijk directeur pensioenfonds en schrijver onder het pseudoniem Frits Huël
            - Ir. Hans Philip Huffnagel (1925-1997), directeur van het Koninklijk Instituut voor de Tropen
              - Drs. Godfried Philip Huffnagel (1968), politicus

  - Johann Adam Huffnagel (1765-1828), scheepstimmerman te Amsterdam